# جاكلين بيري
جاكلين بيري (بالإنجليزية: Jacquelin Perry)‏ (31 مايو 1918 - 11 مارس 2013) هي طبيبةٌ أمريكية. كانت لها مساهماتٌ كبيرةٌ في مجالات المتلازمة التالية لشلل الأطفال وتحليل المشي. أُطلق اسمها على مبنًى في مركز التأهيل الوطني رانشو لوس أميجوس [الإنجليزية].